# 29-й окремий розвідувальний батальйон (Україна)
29-й окремий розвідувальний батальйон (29 ОРБ, в/ч А1337) — частина військової розвідки сухопутних військ Збройних сил України, що існувала до 2013 року.

## Історія

### СРСР
10 січня 1943 року на базі 14 окремого навчального мотоциклетного полку та 46 окремого навчального автобронеполку розпочато формування 78 окремого мотоциклетного батальйону і 22 січня 1943 року було його створено. До складу батальйону увійшли дві мотоциклетні роти, рота бронеавтомобілів, взводи: мотострілецький, мінометний, технічного забезпечення, управління, господарське відділення та санітарна частина.
Згодом 78 окремий мотоциклетний батальйон увійшов до складу 18 танкового корпусу, який 5 липня 1943 року, з початком німецького наступу під Курськом, був введений до складу 5 гвардійської танкової армії Воронезького фронту. До цього часу 5 гв ТА входила до складу Степового фронту), але її було перепідпорядковано з метою зосередження зусиль для завдання контрудару по німецьких військах у районі села Прохоровка. Під час битви на Курській дузі особовий склад батальйону виявив високу відвагу та героїзм.
24 липня 1944 року командир 18 танкового корпусу генерал-майор танкових військ Василь Полозков вручив батальйону Бойовий Прапор.
5 квітня 1945 року за зразкове виконання завдання командування у боях з німецькими військами за місто Будапешт і виявлені при цьому доблесть та мужність 78 окремий мотоциклетний батальйон нагороджено орденом Червоної Зірки та грамотою Верховної Ради СРСР.
9 квітня 1945 року орден був вручений батальйону. З нагоди вручення нагороди батальйону встановлено день частини.
1 липня 1954 року 78 окремий розвідувальний ордена Червоної Зірки мотоциклетний батальйон було перейменовано у 78 окремий ордена Червоної Зірки розвідувальний батальйон.
15 травня 1957 року 78 окремий розвідувальний ордена Червоної Зірки розвідувальний батальйон переформовано у 99 окрему розвідувальну роту 24 мотострілецької Самаро-Ульяновської двічі Червонопрапорної орденів Суворова і Богдана Хмельницького Залізної дивізії.
У травні 1962 року на базі 99 окремої ордена Червоної Зірки розвідувальної роти сформовано 29 окремий ордена Червоної Зірки розвідувальний батальйон, що увійшов до складу 24-ї мотострілецької дивізії 13-ї армії Прикарпатського військового округу.
Протягом 1967–1992 років батальйон неодноразово брав участь у різноманітних військових навчаннях, за що відзначався керівництвом, у тому числі Міністром оборони СРСР.
У грудні 1988 року зведена рота зі складу батальйону брала участь у ліквідації наслідків спітакського землетрусу та підтриманні порядку на території Вірменії. За мужність, проявлену під час виконання завдань у Вірменській РСР, понад 10 військовослужбовців було заохочено відзнаками СРСР.

### Україна
Відповідно до розпорядження Головнокомандувача Збройних Сил СНД, 3 січня 1992 року батальйон був перепідпорядкований Міністру оборони України.
14 січня 1992 року на підставі рішення Міністра оборони України особовий склад частини склав військову присягу на вірність українському народу. 
Починаючи з 1992 року, батальйон брав участь у багатьох навчаннях, за що отримував високі оцінки керівництва. Зокрема, 1998 року 29 ОРБ залучався до комплексних стратегічних командно-штабних навчань «Осінь-98».
Також особовий склад батальйону брав активну участь у миротворчих операціях, до яких залучаються Збройні сили України. Географія участі понад 300 представників 29 ОРБ у миротворчих операціях охоплює Балкани, Африку та Близький Схід. За самовіддане виконання службових обов’язків та високий професіоналізм у миротворчих операціях представники батальйону неодноразово заохочувались керівництвом України.
Упродовж останніх років 29 окремий ордена Червоної Зірки розвідувальний батальйон неодноразово визнавався найкращим серед окремих батальйонів армійського корпусу Сухопутних військ Збройних сил України.
2013 року батальйон був розформований.

## Командування
- підполковник Микола Капінос (2012)[3]